# Polistes latinus
Polistes latinus är en getingart som beskrevs av Das och Gupta 1989. Polistes latinus ingår i släktet pappersgetingar, och familjen getingar. Inga underarter finns listade i Catalogue of Life.